# Ameranna florida
Ameranna florida is een slakkensoort uit de familie van de Buccinidae. De wetenschappelijke naam van de soort is voor het eerst geldig gepubliceerd in 2008 door Garcia als Anna florida.